# Liu Xiuhua
Liu Xiuhua (in cinese: 刘秀华S; Zengcheng, 5 ottobre 1975) è un'ex sollevatrice cinese pluricampionessa mondiale che ha gareggiato nella categoria dei pesi gallo (fino a 48/50 kg.).

## Carriera
All'età di soli 16 anni Liu Xiuhua vinse il suo primo titolo mondiale ai Campionati mondiali di Varna 1992 nella categoria fino a 48 kg. con il risultato di 187,5 kg. nel totale, realizzando ben tre record mondiali di fila (strappo, slancio e totale).
Si ripeté un anno dopo, vincendo la medaglia d'oro nella categoria fino a 50 kg. ai Campionati mondiali di Melbourne con 187,5 kg. nel totale.
Nel 1994 si aggiudicò la medaglia d'oro ai Giochi Asiatici di Hiroshima e l'anno seguente vinse il suo terzo titolo mondiale ai Campionati mondiali di Guangzhou con 187,5 kg. nel totale.
Nel 1996 vinse il suo quarto ed ultimo titolo mondiale ai Campionati mondiali di Varsavia con 185 kg. nel totale.
Due anni dopo vinse un'altra medaglia d'oro ai Giochi Asiatici di Bangkok nella categoria fino a 48 kg. con 187,5 kg. nel totale.